# El Galileu Set
"El Galileu Set" (títol original en anglès "The Galileo Seven") és el setzè episodi de la primera temporada de la sèrie de televisió de ciència-ficció estatunidenca Star Trek. Escrit per Oliver Crawford i dirigit per Robert Gist, es va emetre per primera vegada el 5 de gener de 1967.
A l'episodi, el primer oficial Spock lidera un equip científic de la Enterprise a bord de la llançadora Galileu en una missió desafortunada, enfrontant decisions difícils quan la llançadora s'estavella en un planeta poblat de gegants agressius.
Està inspirat en la pel·lícula Five Came Back.

## Argument
El USS Enterprise, sota el comandament del capità Kirk, es dirigeix cap a Makus III per lliurar subministraments mèdics destinats a la Nova Colònia de París. El vaixell passa prop d'una formació semblant a un quàsar identificada com Murasaki 312, que les ordres permanents de Kirk li requereixen que estudiï. Kirk envia un equip científic format per l'oficial científic Spock, el director mèdic Dr. McCoy, l'enginyer en cap Scott, la contramestre Mears i tres especialistes més (Latimer, Gaetano i Boma) a la llançadora, Galileu, per investigar la formació. Poc després del llançament, la llançadora es desvia de rumb. Spock fa un aterratge d'emergència al planeta Taurus II, un món rocós i envoltat de boira enmig del fenomen Murasaki.
Els membres de la tripulació Latimer i Gaetano exploren la zona i finalment es troben amb els habitants nadius de Taurus II: criatures gegants semblants a simis armades amb enormes llances i escuts. Latimer és assassinat per una llança, i Gaetano expulsa les criatures amb foc faser. La tripulació es retira al Galileo, només per descobrir que les criatures semblen estar preparant-se per a un atac organitzat. Malgrat les objeccions dels altres, Spock opta per intentar espantar les criatures en lloc de matar-les directament. Això demostra ser un error de càlcul i Gaetano és assassinat.
Mentrestant, Kirk busca la llançadora, malgrat les preocupacions del comissari Ferris, que està impacient per començar per Makus III. A causa de la interferència del sensor, la llançadora Columbus s'envia a buscar el planeta des de l'òrbita, i els grups de cerca són transportats a la superfície. Un dels grups de desembarcament torna amb víctimes i informa que ha estat atacat per les criatures grans i peludes.
Entre els atacs de llançament de pedres dels gegants primitius i les baralles entre ells, la tripulació intenta fer reparacions a la llançadora. Com que la major part del seu combustible convencional s'ha perdut, el Sr. Scott adapta els fasers del grup de desembarcament per alimentar la nau. Les seves reparacions finalment tenen èxit, però en Boma no marxarà sense donar a Gaetano i Latimer un enterrament adequat. Quan Spock no ho aconsella, en Boma es torna insubordinat, a la qual cosa Spock respon permetent-li el funeral. Durant la cerimònia, les criatures ataquen de nou, i Spock és clavat per una roca. Malgrat les ordres de Spock de deixar-lo, McCoy i Boma l'alliberen. Llavors Spock aconsegueix treure el Galileu del terra utilitzant els impulsors de la llançadora. Com a resultat, ara la llançadora té massa poc combustible per escapar de la gravetat del planeta o fins i tot per aconseguir una òrbita estable, i encara no hi ha manera de contactar amb l'Empresa. Spock decideix de sobte abocar i encendre tot el combustible restant dels motors de la llançadora. La bengala gegant que produeix es veu a la pantalla de visualització Enterprise just quan la nau ha sortit de l'òrbita. Kirk inverteix el rumb, i els supervivents es veuen fora just quan la llançadora és destruïda a l'reentrada.
De tornada a bord de l'Enterprise, Kirk pregunta a Spock, intentant que admeti que la seva acció final estava motivada més per l'emoció que per la lògica. Spock es nega, però admet la seva tossuderia, i la resta de la tripulació esclata a riure.

## Repartiment i doblatge al català
La sèrie va ser doblada al català pels estudis Tecni-3 (primera part) i Diálogo (segona part) i emesa a TV3 l’any 1989. Els dobladors de l'episodi foren:
| Personatge                | Actor/actriu         | Veu en català                      |
| ------------------------- | -------------------- | ---------------------------------- |
| James T. Kirk             | William Shatner      | Jordi Boixaderas                   |
| Spock                     | Leonard Nimoy        | Isidre Sola i Llop                 |
| Montgomery Scott 'Scotty' | James Doohan         | Joan Carles Gustems Domènec Farell |
| Hikaru Sulu               | George Takei         | Jaume Nadal Enric Cusí             |
| Nyota Uhura               | Nichelle Nichols     | Glòria Roig Azucena Díaz           |
| Christine Chapel          | Majel Barrett        | Ana Maria Mauri Rosa Gavin         |
| Tinent Boma               | Don Marshal          | Abel Folk                          |
| Comissari Ferris          | John Crawford        | Jordi Royo                         |
| Contramestre Mears        | Phyllis Hodges Boyce | Marta Calvó                        |
| Gaetano                   | Peter Marko          | Jordi Hurtado                      |
| Latimer                   | Rees Vaughn          | Quim Roca                          |

## Recepció
Zack Handlen de The A.V. Club va donar a l'episodi una qualificació "B", assenyalant que "suscita alguns problemes interessants", però en general el va descriure com veure una "baralla arreglada".
The Hollywood Reporter va classificar "El Galileu Set" com el 67è episodi més gran de la franquícia de Star Trek el 2016, inclosos els episodis de sèries posteriors. També van classificar aquest episodi com el 19è millor episodi de la sèrie original. El 2016, Business Insider va classificar "El Galileu Set" com el 9è millor episodi de l'original sèrie.
La llista de Io9 del 2014 dels 100 millors episodis de Star Trek va situar "El Galileu Set" com el 36è millor episodi de totes les sèries fins aleshores, d'entre més de 700 episodis.
El 2015, SyFy va classificar aquest episodi com un dels deu episodis més importants de la sèrie original de Star Trek on surt Spock.
El 2017, Business Insider va classificar "El Galileu Set" com el 9è millor episodi de la sèrie original. Assenyala que aquest és el primer episodi de Star Trek que inclou una llançadora.
El 2018, Collider va classificar aquest episodi com el 15è millor episodi de sèrie original.
El 2018, PopMatters va classificar aquest com el 17è millor episodi de la sèrie original.
Una guia de marató de sèries de Star Trek del 2018 de Den of Geek va recomanar aquest episodi perquè presentava el trio de personatges Kirk, Spock i Bones de la sèrie original.